# والری پطروسیان
والری سامسونی پطروسیان (ارمنی: Վալերի Սամսոնի Պետրոսյան; روسی: Валерий Самсонович Петросян؛ زادهٔ ۷ مارس ۱۹۴۲) استاد دانشگاه، دکتری علوم شیمی، آکادمیسین و عضو پرزیدیوم RAEN است. وی از سال ۲۰۰۸ تا ۲۰۱۰ متخصص امنیت مواد شیمیایی سازمان ملل متحد بود. بین سال‌های ۱۹۹۰ تا ۱۹۹۶ معاون رئیس شورای عالی محیط زیست روسیه بود. وی عضو فرهنگستان ملی علوم ارمنستان نیز می‌باشد.

## زندگی‌نامه
وی در ۷ مارس ۱۹۴۲ از والدینی ارمنی اصالتاً اهل جمهوری آرتساخ در باکو به دنیا آمد. وی در سال ۱۹۶۴ از دپارتمان شیمی دانشگاه دولتی مسکو فارغ‌التحصیل شد.